# Egnasia caduca
Egnasia caduca là một loài bướm đêm trong họ Noctuidae.